# Георгі Георгієв-Гец
Георгі Георгієв-Гец, (4 жовтня 1926, Разпоповці, Третє Болгарське царство — 2 вересня 1996, Софія, Болгарія) — болгарський актор театру і кіно. Народний артист НРБ (1971).

## Вибіркова фільмографія
- Закон моря (1958)
- Золотий зуб (1962)